# Manoir de la Tarainière
Le manoir de la Tarainière est une demeure qui se dresse sur le territoire de l'ancienne commune française de Préaux-du-Perche, dans le département de l'Orne, en région Normandie. L'édifice est inscrit au titre des monuments historiques.

## Localisation
Le manoir est situé à 3 km au nord-ouest du bourg de Préaux-du-Perche, par un chemin s'embranchant sur la RD 313, au sein de la commune nouvelle de Perche en Nocé, dans le département français de l'Orne.

## Historique
L'édifice qui a une vocation défensive a été remanié aux XVIIe et XVIIIe siècles.

## Description
Le manoir, reste d'une maison forte du XVe siècle, se présente sous la forme d'une enceinte flanquée de tours circulaires.
L'ensemble des bâtiments comprend une habitation ancienne (vestige d'une fenêtre à meneaux), remaniée aux XVIIe et XVIIIe siècles ainsi que deux tours dont l'une porte des éléments à caractère défensif. La tour cylindrique est carrée à l'intérieur. Dans l'épaisseur du côté ouest est aménagé un escalier en spirale évidée. Le second étage présente douze bretèches réparties sur le pourtour, munies d'une archère.

## Protection
Au titre des monuments historiques
 :
- la tour à bretèches est classée par arrêté du 4 juillet 1973 ;
- les façades et toitures du manoir, sauf la tour classée sont inscrites par arrêté du 4 juillet 1973.